# Киль, Вигго
Вигго Киль (дат. Viggo Kihl; 11 ноября 1882, Копенгаген — 10 июля 1945, Торонто) — датско-канадский пианист и педагог.
Учился игре на фортепиано в Копенгагене, а затем в 1898—1901 гг. в Лейпцигской консерватории у Роберта Тайхмюллера. В 1901—1906 гг. активно гастролировал по скандинавским странам, с 1907 г. жил в Лондоне и много выступал в Великобритании, в 1912 г. предпринял турне по Европе и Южной Африке. С 1913 г. и до конца жизни Киль жил и работал в Торонто. Он много выступал в различных, в том числе небольших городах Канады, играя классический репертуар: Баха, Моцарта, Бетховена, Шопена.
Среди многочисленных торонтских учеников Вигго Киля — Гвендолин Колдофски, Мона Бейтс, Ида Крем и другие видные пианисты.